# Alloioscarabaeus
Alloioscarabaeus – wymarły rodzaj chrząszczy z podrzędu wielożernych i nadrodziny żuków, jedyny z monotypowej rodziny Alloioscarabaeidae. Obejmuje jeden opisany gatunek, A. cheni. Żył w jurze.

## Taksonomia
Rodzaj i gatunek typowy opisane zostały w 2012 roku przez Bai Minga, Dirka Ahrensa, Yang Xingke i Ren Donga na łamach „Insect Science”. Opisu dokonano na podstawie pojedynczej skamieniałości odnalezionej w formacji Jiulongshan w okolicy Daohugou na terenie chińskiej Mongolii Wewnętrznej. Datowana jest na okres między aalenem a batonem w jurze środkowej. Epitet gatunkowy nadano na cześć Chen Shixianga, chińskiego entomologa. 
Dobrze zachowany okaz sfosylizowany z rozłożonym tylnym skrzydłem pozwolił na zaliczenie rodzaju do nowej, monotypowej rodziny. Na tle nadrodziny żuków Alloioscarabaeidae wyróżniają się cechami użyłkowania tylnego skrzydła i budowy odnóży. Analizy fenetyczne z 2012 roku przeprowadzone dwoma metodami wskazują na zajmowanie przez nową rodzinę w obrębie żuków pozycji bazalnej.

## Morfologia
Chrząszcz o ciele długości 13,5 mm i szerokości 5 mm, zwartym, owalnym w zarysie.
Głowa była jajowata w zarysie, najszersza na wysokości niewciętych występem policzka oczu, o lekko wypukłym przednim brzegu nadustka i zwieńczonych trójczłonowymi, blaszkowatymi, luźno zestawionymi buławkami czułkach.
Znacznie szersze od głowy, 2,2 raza szersze niż dłuższe, najszersze u nasady, w zarysie paraboliczne przedplecze miało lekko wklęśnięty brzeg przedni oraz wypukłe brzegi boczne. Tarczka przybierała kształt 1,8 raza szerszego niż dłuższego trójkąta. Nieco ponad trzykrotnie dłuższe od przedplecza pokrywy miały silnie wgłębione rzędy z wyraźnym punktowaniem. Użyłkowanie skrzydła tylnego wyróżniało się na tle żuków  dobrze wykształconą żyłką RP3+4, nieprzyrośniętą ani nie zbliżoną do żyłki MP1+2. Poza tym cechowały je: otwarta komórka radialna z rozwartym kątem wewnętrzno-tylnym, sięgająca tylnego brzegu skrzydła żyłka RP1, nie sięgające brzegu żyłki RP2 i RP3+4 oraz rozwinięte żyłki MP3 i MP4. Panewki bioder przednich były silnie poprzeczne, pośrodku tak długie jak boki przedbiodrowej części przedpiersia. Panewki bioder środkowych były prawie koliste i wąsko odseparowane. Przednia para odnóży miała ku szczytowi rozszerzone, zaopatrzone w cztery zęby na krawędzi zewnętrznej i jedną ostrogę wierzchołkową golenie oraz wykształcone stopy. Golenie pary środkowej były smukłe, wyposażone w pojedynczą listewkę poprzeczną na powierzchni przedwierzchołkowej i pozbawione wzdłużnego szeregu ząbków na krawędzi zewnętrznej. Tylna para odnóży miała smukłe uda i golenie.
Na spodzie odwłoka widocznych było sześć sternitów. Szczyt odwłoka był lekko zaokrąglony.